# Département Mayo Binder
Das Département Mayo Binder ist ein Département im Südwesten des Tschad. Es liegt im nördlichen Teil der Provinz Mayo-Kebbi Ouest, die Hauptstadt ist Binder. Das Département liegt an der Grenze zu Kamerun.
Das Département Mayo Binder wurde am 4. September 2012 aus dem Département Lac Léré ausgegliedert. Das Département Lac Léré bestand vor der Trennung aus den vier Unterpräfekturen Léré, Binder, Guégou und Lagon.

## Unterteilung
Das Département Mayo Binder ist seit 2012 in vier Unterpräfekturen unterteilt:
- Binder
- Mboursou
- Mbraou
- Ribao